# Govern neerlandès a l'exili
Pel govern a l'exili entre 1795 i 1813, veure l'article Govern de la República Neerlandesa a l'Exili
El Govern neerlandès a l'Exili va ser el govern dels Països Baixos, encapçalat per la Reina Guillermina, que va ser evacuat a Londres després de la invasió alemanya del país a l'inici de la Segona Guerra Mundial.
Abans de 1940, els Països Baixos eren un país neutral, normalment amb bones relacions amb Alemanya. El maig de 1940, la Reina Guillermina fugí a Londres, i el govern del Primer Ministre De Geer la seguiria un dia després. La seva esperança inicial era que França es reagruparia i alliberaria el país. Si bé va haver algun intent en aquesta direcció, fracassà quan les forces aliades van ser envoltades i van haver de ser evacuades a Dunkerque.
El govern a l'exili va haver d'afrontar un dilema, després que França fos derrotada i els alemanys instal·lessin el govern titella de Vichy, que col·laborà amb Hitler. Això comportà un conflicte entre De Geer i la Reina. De Geer volia tornar als Països Baixos i col·laborar. El govern a l'exili estava en possessió de les Índies Orientals Neerlandeses amb tots els seus recursos: era el tercer major productor de petroli mundial (després dels Estats Units i la Unió Soviètica). La Reina s'adonà que si els holandesos col·laboraven amb Alemanya, les Índies es rendirien ben aviat als japonesos, com la Indoxina francesa s'havia rendit per ordres del govern de Vichy. Donada que l'única esperança pels neerlandesos era l'entrada dels Estats Units a la guerra, la Reina substituí al seu a De Geer per Pieter Sjoerds Gerbrandy com a primer ministre (el qual ja treballava amb Churchill i Roosevelt per a l'entrada americana). S'imposà un boicot de petroli al Japó, que també influí en la decisió de l'atac a Pearl Harbor.
Les decisions de govern de la Reina durant aquest període van ser posteriorment ratificades per parlament neerlandès el 1946. Churchill deia de la Reina que era "l'únic home al govern neerlandès", tot i que era l'única dona.